# Barilius vagra
Barilius vagra és una espècie de peix cipriniforme de la família dels ciprínids.

## Morfologia
Els mascles poden assolir els 12,5 cm de longitud total.

## Distribució geogràfica
Es troba a l'Afganistan, el Pakistan, l'Índia, el Nepal, Bangladesh i Sri Lanka.